# Cerchiara di Calabria
Cerchiara di Calabria község (comune) Olaszország Calabria régiójában, Cosenza megyében.

## Fekvése
A Pollino Nemzeti Park területén fekszik a megye északi részén. Határai: Alessandria del Carretto, Cassano all’Ionio, Castrovillari, Civita, Francavilla Marittima, Plataci, San Lorenzo Bellizzi, Terranova di Pollino és Villapiana.

## Története
A település első említése Circlarium néven a 10. századból származik. A régészeti feltárások során ókori leleteket is találtak, valószínűsítik, hogy egy Szübarisz fennhatósága alá tartozó település volt. A 19. század elején vált önálló községgé, amikor a Nápolyi Királyságban felszámolták a feudalizmust.

## Népessége
A népesség számának alakulása:

## Főbb látnivalói
- a 15. században épült Madonna della Armi-szentély, amelyben egy csodatévő, Szűzanyát ábrázoló kőtáblát őriznek
- Sant’Antonio-templom
- San Pietro-templom
- San Giacomo-templom
- San Francesco di Paola-templom